# Bezpiecznik termiczny

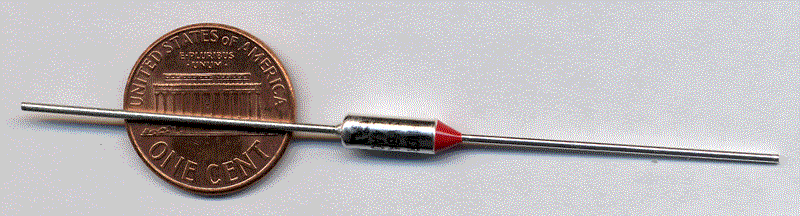
Bezpiecznik termiczny topikowy

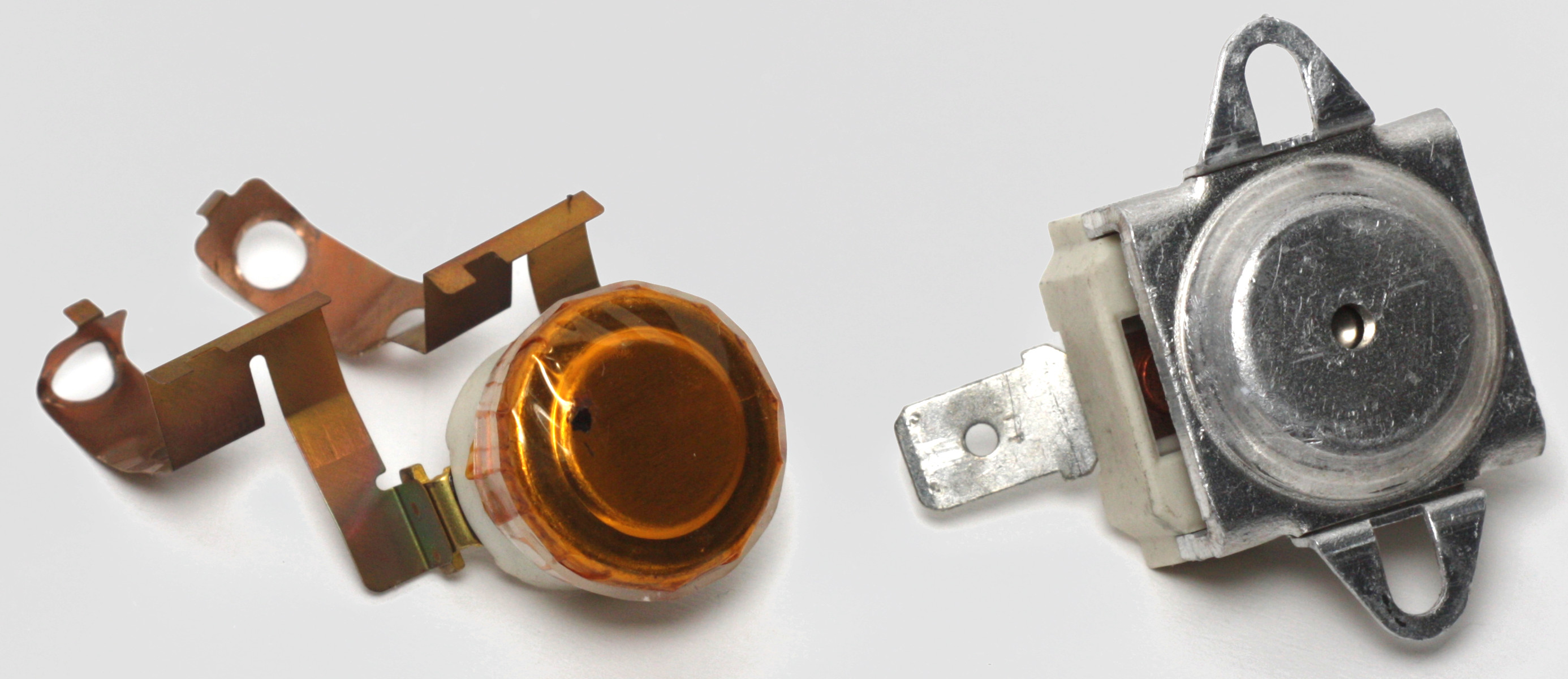
Bezpieczniki termiczne bimetaliczne

Bezpiecznik termiczny (ang. thermal fuse) – rodzaj bezpiecznika elektrycznego, rozłącza obwód wskutek wzrostu temperatury. Jest stosowany do ochrony obwodu przed uszkodzeniem spowodowanym nadmiernym wzrostem temperatury. Bezpieczniki termiczne są stosowane w układach, w których awaria termostatu lub układu ograniczającego temperaturę może spowodować uszkodzenie urządzenia lub wywołać znaczne szkody w urządzaniu lub otoczeniu. Są stosowane w kuchenkach indukcyjnych, żelazkach, podgrzewaczach wody, czajnikach, kserokopiarkach, drukarkach laserowych, silnikach elektrycznych. 
Stosowane są bezpieczniki topikowe i bimetaliczne.
Bezpiecznik termiczny topikowy (TCO) rozłącza obwód przez stopienie niskotopliwego spoiwa łączącego styki elektryczne, gdy temperatura styku przekroczy wartość znamionową bezpiecznika. Dobór składu niskotopliwego stopu umożliwia uzyskanie odpowiedniej temperatury znamionowej bezpiecznika. Bezpiecznik jest jednorazowy i nienaprawialny. 
W bezpieczniku bimetalicznym następuje rozłączenie obwodu przez element bimetaliczny, przy czym za bezpiecznik uznaje się tylko te konstrukcje, które nie są normalnie stosowane do rozłączania obwodu, a działają w sytuacjach awaryjnych. Zazwyczaj po zadziałaniu bezpiecznika obwód pozostaje rozłączony nawet po spadku temperatury i może być załączony lub wymieniony przez serwis.